# Panduro (Bolivia)
Panduro es una localidad boliviana perteneciente al municipio de Sica Sica de la provincia de Aroma en el departamento de La Paz. En cuanto a distancia, Panduro se encuentra a 155 km de La Paz y a 74 km de Oruro. La localidad forma parte de la Ruta Nacional 1 de Bolivia (Doble Vía). 
Panduro es una localidad cercana al departamento de Oruro y es el primer punto poblacional de ingreso al departamento de La Paz. 
Según el último censo de 2012 realizado por el Instituto Nacional de Estadística de Bolivia (INE), la localidad cuenta con una población de 894 habitantes y está situada a 3.907 m s. n. m.

## Demografía
La población de la localidad ha aumentado en más de dos tercios en las últimas dos décadas:
| Año  | Población | Fuente |
| ---- | --------- | ------ |
| 1992 | 421       | Censo  |
| 2001 | 508       | Censo  |
| 2012 | 894       | Censo  |